# Пістолет Марголіна (МЦ)
Пістолет Марголіна — радянський самозарядний малокаліберний пістолет для спортивної стрільби по круглій мішені на дистанції 25 метрів у вправі  МП-5 за  єдиною всесоюзною спортивною класифікацією. Пістолет вирізняють хороші стрілецькі якості, низька ціна, простота та довговічність конструкції.

## Конструкція
Автоматика пістолета побудована на принципі віддачі вільного затвора. Ударно-спусковий механізм куркового типу, з відкритим розташуванням курка. Спусковий механізм дозволяє регулювати вільний хід  спускового гачка. Поворотну пружину зі штоком розміщено під стволом. Однорядний магазин на 10, 5 або 6  набоїв калібру .22LR розміщено в рукоятці.
Мікрометричний приціл пістолета регулюється переміщенням цілика по горизонталі і мушки по вертикалі, забезпечує точну і стабільну пристрілювання.
Пістолет може комплектуватися дуловим компенсатором, додатковими важками для зміни балансування і ортопедичним пристосуванням до рукоятки.

## Варіанти і модифікації
- МЦ 1 — перший варіант, модель 1948 року
- МЦМ
- МЦУ — пістолет для щвидкісної стрільби
- МЦМ-К «Марго» — експортний варіант
- «Дрель» — модифікація «Марго» під патрон 5,45×18 мм з укороченим до 78 мм стволом

- «Супер-дрель» М 2

- MP-449
- ІЖ-77 (індекс 6П36)

## На озброєнні
- Україна — є нагородним пістолетом[1]